# Ratpenat de ferradura petit
El ratpenat de ferradura petit (Rhinolophus hipposideros) es distribueix des de l'Europa occidental fins a Àsia central i des d'Europa Central fins a l'Àfrica del nord.

## Descripció
Es tracta del ratpenat de ferradura més petit. Morfològicament s'assembla molt a la ferradura grossa, de tal manera que es pot dir que és la versió en miniatura d'aquesta espècie. Com en el seu parent, les orelles doblegades endavant depassen en pocs mil·límetres l'extrem del musell. El pelatge dorsal és de color marró grisós, i, el ventral, gris o blanc grisós. Les orelles i el patagi són de color gris clar. Les cries presenten tonalitats grises fosques.
Dimensions corporals: cap + cos (35 - 45 mm), cua (22 - 33 mm), avantbraç (34 - 42 mm) i envergadura alar (192 - 254 mm).
Pes: 3,5 - 10 g.

## Hàbitat
Des de les terres baixes fins a muntanya, a altituds força elevades. Tot i que és marcadament cavernícola, és el ratpenat de ferradura que es pot trobar més sovint en edificacions humanes dels medis rurals.

## Distribució
Habita l'Orient Pròxim, els Balcans, l'Europa Central, Itàlia, França, Espanya, les Illes Britàniques, el nord d'Àfrica i diverses illes mediterrànies, entre les quals les Illes Balears.

## Costums
Ix del seu amagatall poc després de la posta del sol i és actiu durant tota la nit, volant entre els 2 i els 5 m d'altura. Si bé el fred no l'espanta, si plou roman amagat. Forma colònies que rarament superen el centenar d'individus.
S'alimenta d'insectes com mosques, mosquits, papallones i arnes, i també d'aranyes.

## Subespècies
- R. h. subsp. hipposideros Bechstein (1800).
- R. h. escaleare, Andersen (1918).
- R. h. majori, K.Andersen (1918).
- R. h. midas, K.Andersen (1905).
- R. h. minimus, Heuglin (1861).
- R. h. minutus, Montagu (1808).

## Espècies semblants
Es diferencia de la resta de ratpenats de ferradura per la seva mida petita i per la morfologia de les excrescències nasals.